# Volkswagen Polo
El Volkswagen Polo es un automóvil de turismo del segmento B producido por el fabricante alemán de automóviles Volkswagen desde 1975. Su nombre deriva del deporte Polo. A lo largo de su historia se ha vendido con carrocerías hatchback de tres y cinco puertas, sedán de dos y cuatro puertas y familiar de cinco puertas. El modelo es un cinco plazas con motor delantero transversal y tracción delantera. Ha sido producido durante seis generaciones. Algunos de sus modelos relacionados dentro del Grupo Volkswagen son el Škoda Fabia, el SEAT Ibiza y el Audi A1.
Originalmente era la versión más austera del algo mejor equipado Audi 50, que cesó su producción a mediados de 1978. Volkswagen comercializó bajo las denominaciones Polo Classic o Polo Variant un SEAT Córdoba con diseño diferente en la parte frontal y trasera. Volkswagen Sudáfrica vendió el SEAT Ibiza bajo el nombre de Volkswagen Polo Playa.
El Volkswagen Polo ganó el premio a Coche del Año en Europa en 2010 (la quinta generación), anteriormente habiendo quedado en segundo y tercer lugar en 1995 y 1982 respectivamente. Además ha ganado 12 reconocimientos internacionales entre 1975 y 2018.
El modelo actual es el Volkswagen Polo VI. Hasta 2018 se han producido más de 14 millones de unidades Polo.

## Generaciones

### Volkswagen Polo I (1975-1981)
La primera generación del Polo (código de fabricación Typ 86) era básicamente una versión económica del Audi 50. Se ofrecía con carrocerías hatchback  de tres puertas y sedán de dos puertas (Volkswagen Derby).
Los motores eran todos gasolina de cuatro cilindros en línea y refrigerados por agua: un 0.8 litros de 34 CV, un 0.9 litros de 40 CV, un 1.1 litros de 50 o 60 CV, y un 1.3 litros de 60 CV. Las cajas de cambios eran todas manuales de cuatro marchas.
|                           |
| Polo I (Typ 86) 1975-1981 |

### Volkswagen Polo II (1981-1994)
La segunda generación del Polo (Typ 86C) se introdujo al mercado en 1981. Existían dos hatchback de tres puertas, uno con la luneta trasera tumbada ("Polo Coupé") y otra con la luneta totalmente vertical ("Polo Wagon"). La segunda opción no es un familiar propiamente dicho, ya que el voladizo trasero es igual al del otro, y más corto que el del sedán. La variante sedán de dos puertas dejó de llamarse Derby en 1985, y tomó otros nombres como "Polo Sedan" o "Polo Classic".
|                             |
| Polo II (Typ 86C) 1981-1990 |

|                                |
| Polo II (Typ 86C 2F) 1990-1994 |

### Volkswagen Polo III (1994-2002)
La tercera generación del Polo (6N) se ofrecía con carrocerías hatchback de tres y cinco puertas, sedán de cuatro puertas y familiar de cinco puertas ("Polo Variant"), estos dos últimos derivados del SEAT Córdoba de primera generación (véase Volkswagen Polo Classic). El sedán reemplazó a los Senda y Amazon en América Latina como sedanes del segmento B. Una versión furgoneta se comercializa con el nombre de Volkswagen Caddy. Los Volkswagen Lupo y SEAT Arosa utilizaban una versión acortada de la plataforma del Polo III.
|                         |
| Polo III (6N) 1994-1999 |

|                          |
| Polo III (6N2) 1999-2001 |

### Volkswagen Polo IV (2001-2009)
La cuarta generación del Polo comparte su plataforma con el SEAT Ibiza de tercera generación y el Škoda Fabia de primera. Se abandonó la carrocería familiar, por lo que las que permanecen a la venta son los hatchback de tres y cinco puertas y el sedán de cuatro puertas. El Polo se ubica por encima de los otros dos turismos del segmento B de la marca, el Volkswagen Gol (en mercados de América Latina) y el Volkswagen Fox y por debajo del Volkswagen Golf.
En el modelo previo a la reestilización de mayo de 2005 (typ 9N), el Polo incorporaba cuatro faros delanteros redondos, similares a los del Lupo. Más tarde fueron cambiados por un formato más cercano a los modelos de fines de la década de 2000 similar a los del Passat B6 (en el Polo typ 9N3).
|                 |
| Polo IV en 2009 |

|                 |
| 9N de 2001-2005 |

|                                |
| Polo IV Sedán 9N2 de 2003-2005 |

|                          |
| Polo IV 9N3 de 2005-2009 |

### Volkswagen Polo V (2009-2017)
La quinta generación del Polo se presentó en el Salón del Automóvil de Ginebra de 2009, se comenzó a producir en la última semana de marzo de 2009, y se comenzó a vender en Europa en junio de ese año. Inicialmente se presentó un hatchback de cinco puertas, así como una carrocería de tres puertas de corte más deportivo. El bastidor es el mismo del SEAT Ibiza IV, del Škoda Fabia II y del Audi A1 de primera generación. Este nuevo Polo aumenta sus dimensiones respecto a su antecesor, quedando ahora en 3.970 mm de longitud total, un ancho total de 1.682 mm, un a altura total de 1.485 mm, y una distancia entre ejes de 2.470 mm, independientemente de este claro aumento en sus dimensiones en relación con la generación anterior, su peso vehicular disminuye en un 7.5%.
|                          |
| Polo V (6R) de 2009-2014 |

|                          |
| Polo V (6C) de 2014-2017 |

### Volkswagen Polo VI (AW) (2017-actualidad)
La sexta generación del Polo debutó mundialmente el 16 de junio de 2017. Su presentación en sociedad tuvo lugar en el Salón del Automóvil de Fráncfort de 2017. Fue producido inicialmente en la fábrica de Volkswagen en Navarra, situada en Landaben a las afueras de Pamplona y desde enero de 2018 también en la fábrica de Volkswagen en São Bernardo do Campo para abastecer al mercado latinoamericano. De esta última y del Centro Style de VW local se produce desde marzo de ese mismo año la versión sedán denominada Virtus. Desde 2019 también se fabrica una versión todoterreno denominada T-Cross tanto en España como en Brasil.
Inicialmente es ofrecido solo con carrocería de cinco puertas, pues la carrocería de tres puertas ya no es ofrecida ni siquiera en la versión deportiva GTI, todo esto por razones de demanda. El Polo VI vuelve a aumentar sus dimensiones ya que utiliza la nueva plataforma MQB A0 que también da vida al SEAT Ibiza V, al Skoda Fabia IV y al Audi A1 GB. Ahora mide 4,05 metros de longitud, 1,75 metros de ancho y 1,45 metros de alto, con un maletero de 351 litros de capacidad.
|                            |
| Polo VI (AW) 2017-presente |

## Competición
A lo largo de su historia el Polo ha ganado cuatro campeonatos mundiales de Rally.

### Volkswagen Polo S2000

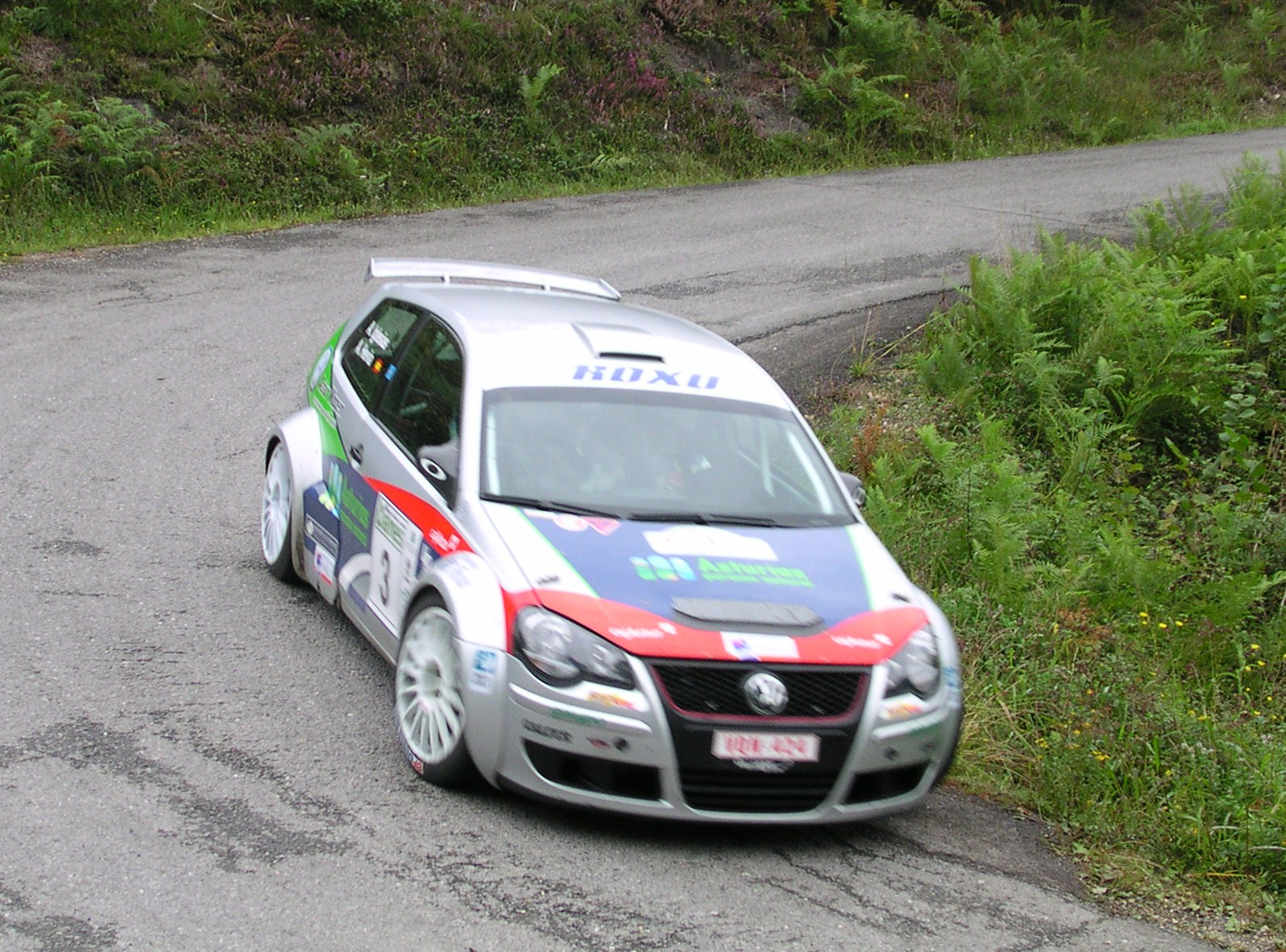
Alberto Hevia en el Rallye de Llanes 2007, con un Volkswagen Polo S2000.

Sobre el chasis de la cuarta generación Volkswagen construyó una versión Super 2000 para competir en pruebas de rally. Lleva un motor dos litros sin turbo, tracción a las cuatro ruedas y una potencia de 282 cv. Fue homologado el 1 de febrero de 2007 y debutó en el Condroz Rallye de 2006, una prueba disputada en Bélgica.

### Volkswagen Polo R WRC
El Polo ha sido homologado para competir en pruebas de rally. La última de ellas una versión World Rally Car con el que Volkswagen planeó introducirse en el Campeonato Mundial de Rally para la temporada 2013. Está construido sobre el chasis de la quinta generación.